# Континентальна хокейна ліга 2011—2012
Четвертий сезон Континентальної хокейної ліги тривав з 7 вересня 2011 по 25 квітня 2012 року. У змаганні брали участь дев'ятнадцять російських клубів і по одній команді з Білорусі, Латвії, Казахстану та Словаччини.

## Формат
Місця команд у дивізіонах, конференціях і загальній таблиці визначалися за сумою очок, набраних у всіх матчах першого етапу чемпіонату.
У випадку рівності очок у двох або більше команд перевагу отримувала команда, яка: 
1. мала більшу кількість перемог в основний час у всіх матчах регулярного чемпіонату;
2. здобула більшу кількість перемог в овертаймах у всіх матчах регулярного чемпіонату;
3. здобула більшу кількість перемог у серіях післяматчевих кидків у всіх матчах регулярного чемпіонату;
4. мала найкращу різницю закинутих і пропущених шайб у всіх матчах регулярного чемпіонату;
5. мала більшу кількість закинутих шайб у всіх матчах регулярного чемпіонату.

Зазначені вище критерії застосовуються послідовно. При рівності всіх показників розподіл місць між командами визначався жеребом.
За підсумками регулярного чемпіонату, по вісім команд з кожної конференції отримують право участі у серії ігор плей-оф. В офіційних таблицях конференцій команди, що посіли перші місця в дивізіонах, розташувалися на першому і другому місцях, залежно від кількості набраних очок у всіх матчах першого етапу. У кожній конференції номери «посіву» з 3-го по 8-ий отримують команди, що набрали найбільшу кількість очок за підсумками регулярного етапу, незалежно від дивізіону, в якому вони грали. Перевага свого майданчика на всіх стадіях розіграшу отримують команди з вищим номером «посіву». У кожній конференції серії матчів плей-оф проводяться до чотирьох перемог, максимальна кількість матчів —- сім.

## Західна конференція
| М  | Команда               | І  | В  | ВО | ВБ | ПБ | ПО | П  | ЗШ  | ПШ  | О   |
| -- | --------------------- | -- | -- | -- | -- | -- | -- | -- | --- | --- | --- |
| 1  | СКА (Санкт-Петербург) | 54 | 32 | 1  | 5  | 3  | 2  | 11 | 205 | 130 | 113 |
| 3  | «Динамо» (Москва)     | 54 | 31 | 1  | 3  | 3  | 1  | 15 | 144 | 116 | 105 |
| 7  | «Динамо» (Рига)       | 54 | 20 | 2  | 4  | 7  | 0  | 21 | 129 | 136 | 79  |
| 8  | ЦСКА (Москва)         | 54 | 19 | 3  | 0  | 7  | 0  | 25 | 119 | 129 | 70  |
| 9  | «Спартак» (Москва)    | 54 | 15 | 2  | 5  | 3  | 2  | 27 | 124 | 163 | 64  |
| 10 | «Лев» (Попрад)        | 54 | 13 | 0  | 3  | 5  | 4  | 29 | 125 | 162 | 54  |

| М  | Команда                     | І  | В  | ВО | ВБ | ПБ | ПО | П  | ЗШ  | ПШ  | О  |
| -- | --------------------------- | -- | -- | -- | -- | -- | -- | -- | --- | --- | -- |
| 2  | «Торпедо» (Нижній Новгород) | 54 | 24 | 0  | 6  | 5  | 2  | 17 | 157 | 132 | 91 |
| 4  | «Атлант» (Митищі)           | 54 | 20 | 4  | 7  | 4  | 0  | 19 | 130 | 134 | 86 |
| 5  | «Сєвєрсталь» (Череповець)   | 54 | 23 | 0  | 5  | 4  | 2  | 20 | 142 | 133 | 85 |
| 6  | «Динамо» (Мінськ)           | 54 | 21 | 0  | 7  | 3  | 3  | 20 | 158 | 148 | 83 |
| 11 | «Витязь» (Чехов)            | 54 | 10 | 1  | 5  | 1  | 1  | 36 | 108 | 193 | 44 |

## Східна конференція
| М  | Команда                   | І  | В  | ВО | ВБ | ПБ | ПО | П  | ЗШ  | ПШ  | О  |
| -- | ------------------------- | -- | -- | -- | -- | -- | -- | -- | --- | --- | -- |
| 2  | «Авангард» (Омськ)        | 54 | 26 | 0  | 5  | 4  | 1  | 18 | 133 | 115 | 93 |
| 5  | «Салават Юлаєв» (Уфа)     | 54 | 23 | 3  | 4  | 5  | 1  | 18 | 173 | 152 | 89 |
| 6  | «Барис» (Астана)          | 54 | 25 | 2  | 1  | 3  | 1  | 22 | 160 | 160 | 85 |
| 7  | «Амур» (Хабаровськ)       | 54 | 23 | 1  | 4  | 3  | 2  | 21 | 166 | 139 | 84 |
| 9  | «Металург» (Новокузнецьк) | 54 | 18 | 2  | 4  | 9  | 0  | 21 | 108 | 130 | 75 |
| 11 | «Сибір» (Новосибірськ)    | 54 | 12 | 2  | 4  | 7  | 2  | 27 | 132 | 154 | 57 |

| М  | Команда                       | І  | В  | ВО | ВБ | ПБ | ПО | П  | ЗШ  | ПШ  | О   |
| -- | ----------------------------- | -- | -- | -- | -- | -- | -- | -- | --- | --- | --- |
| 1  | «Трактор» (Челябінськ)        | 54 | 32 | 2  | 5  | 4  | 0  | 11 | 163 | 116 | 114 |
| 3  | «Металург» (Магнітогорськ)    | 54 | 29 | 1  | 1  | 1  | 2  | 20 | 150 | 137 | 94  |
| 4  | «Ак Барс» (Казань)            | 54 | 27 | 1  | 2  | 4  | 1  | 19 | 167 | 136 | 92  |
| 8  | «Югра» (Ханти-Мансійськ)      | 54 | 19 | 1  | 9  | 3  | 3  | 19 | 139 | 134 | 83  |
| 10 | «Нафтохімік» (Нижньокамськ)   | 54 | 20 | 2  | 3  | 3  | 1  | 25 | 142 | 165 | 74  |
| 12 | «Автомобіліст» (Єкатеринбург) | 54 | 9  | 3  | 4  | 5  | 3  | 30 | 105 | 165 | 49  |

Найбільше очок на першому етапі набрав челябінський «Трактор» і здобув кубок Континенту. Склад команди:
воротарі — Майкл Гарнетт, Ілля Проскуряков;
захисники — Олександр Рязанцев, Дерон Куїнт, Раймон Жіру, Олексій Васильченко, Геннадій Разін, Олександр Шинін, Андрій Конєв, Дмитро Рябикін, Євген Катічев, Микита Нестеров, Костянтин Климонтов;
нападники — Євген Кузнецов, Петрі Контіола, Костянтин Панов, Володимир Антипов, Станіслав Чистов, Максим Якуценя, Антон Глінкін, Ян Буліс, Андрій Попов, Антон Бурдасов, Олександр Бутурлін, Дмитро Саюстов, Максим Мамін, Сергій Пайор, Єгор Дугін.
Тренер — Валерій Бєлоусов

## Найкращі бомбардири чемпіонату
| М  | Гравець             | Команда         | І  | Г  | П  | О  |
| -- | ------------------- | --------------- | -- | -- | -- | -- |
| 1  | Олександр Радулов   | «Салават Юлаєв» | 50 | 25 | 38 | 63 |
| 2  | Тоні Мортенссон     | СКА             | 54 | 22 | 37 | 59 |
| 2  | Вадим Шипачов       | «Сєвєрсталь»    | 54 | 22 | 37 | 59 |
| 4  | Брендон Боченскі    | «Барис»         | 49 | 27 | 31 | 58 |
| 5  | Кевін Даллмен       | «Барис»         | 53 | 18 | 36 | 54 |
| 6  | Якуб Петружалек     | «Амур»          | 54 | 22 | 29 | 51 |
| 7  | Олексій Морозов     | «Ак Барс»       | 53 | 21 | 29 | 50 |
| 8  | Сергій Широков      | ЦСКА            | 53 | 18 | 30 | 48 |
| 9  | Володимир Тарасенко | «Сибір», СКА    | 54 | 23 | 24 | 47 |
| 10 | Петр Врана          | «Амур»          | 46 | 20 | 25 | 45 |

## Матч усіх зірок

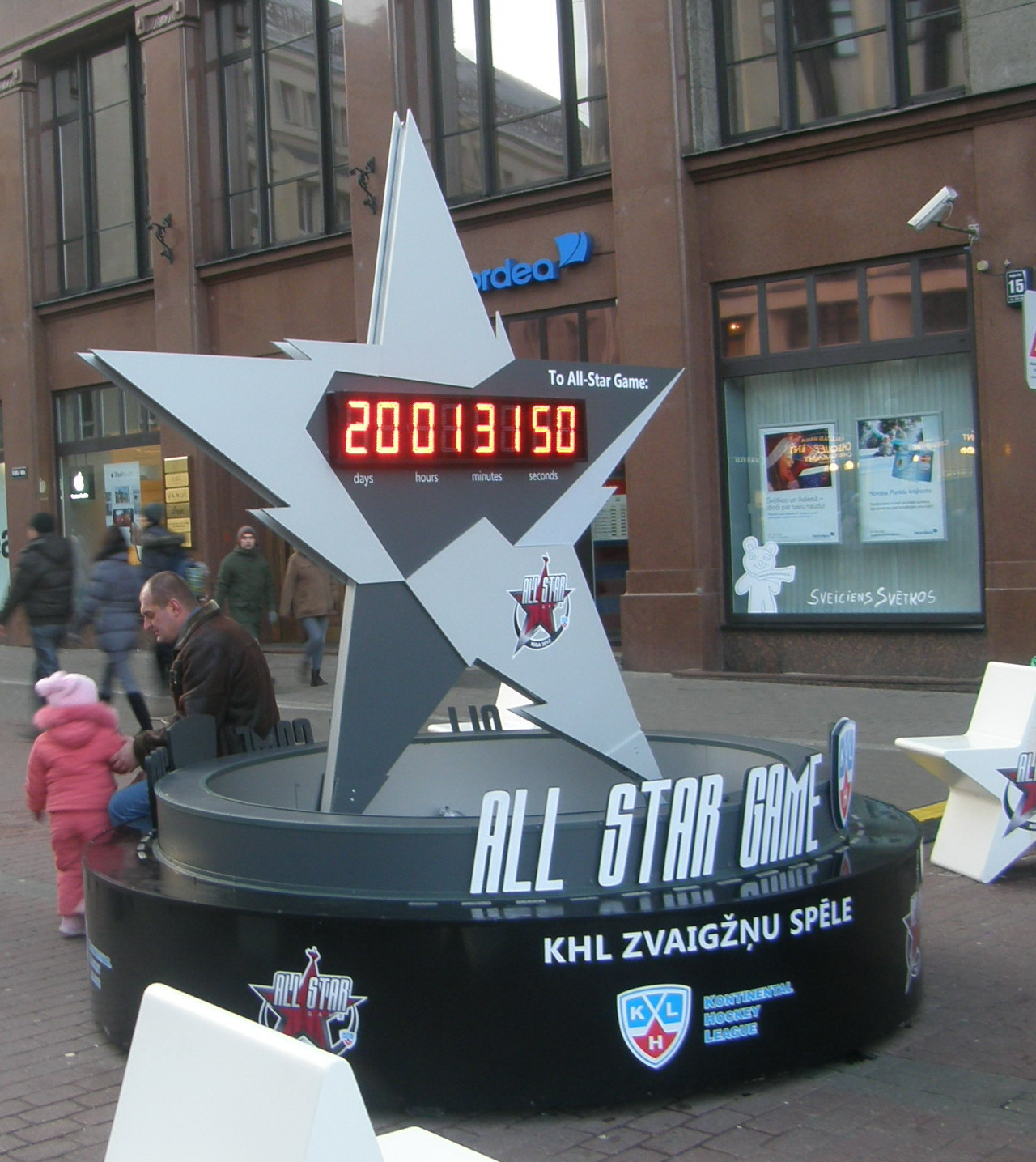
Годинник «Матчу усіх зірок КХЛ»

21 січня в Ризі відбувся «Матч усіх зірок КХЛ». За команду Озоліньша виступали гравці клубів Західної конференції, а за команду Федорова — Східної конференції.
| 21 січня 2012 |

| «Команда Озоліньша» | 11 : 15 | «Команда Федорова» |
| --- | ------- | --- |
| Мартіньш Карсумс 09:15 Вадим Шипачов 13:30 Сергій Широков 13:59 Сергій Широков 19:35 Михайло Анісін 22:12 Михайло Анісін 27:48 Збинек Іргл 32:44 Михайло Анісін 35:25 Кирило Кольцов 47:47 Сергій Широков 51:19 Сандіс Озоліньш 58:22 | звіт    | 09:36 Олександр Рязанцев 15:02 Олександр Радулов 17:39 Олексій Калюжний 25:53 Роман Червенка 31:08 Євген Кузнецов 34:38 Ілля Нікулін 36:17 Олексій Калюжний 37:34 Брендон Боченскі 42:18 Роман Червенка 44:19 Олександр Рязанцев 44:36 Брендон Боченскі 44:51 Брендон Боченскі 51:31 Якуб Петружалек 54:48 Володимир Тарасенко 59:56 Євген Медведєв |

| «Арена Рига» Глядачів: 10 950 Арбітр: С. Семенов, С. Феофанов |

«Команда Озоліньша»:
воротарі — Костянтин Барулін («Атлант»), Крістофер Голт («Динамо» Р);
захисники — Єре Каралахті («Динамо» Мн), Максим Чудінов («Сєвєрсталь»), Дмитро Калінін (СКА), Янне Ніскала («Атлант»), Кирило Кольцов (СКА), Карел Піларж («Лев»), Сандіс Озоліньш («Динамо» Р, капітан);
нападники — Мікеліс Редліхс («Динамо» Р), Вадим Шипачов («Сєвєрсталь»), Збинек Іргл («Динамо» Мн), Сергій Широков (ЦСКА), Тоні Мортенссон (СКА), Михайло Анісін («Витязь»), Микола Жердєв («Атлант»), Мартіньш Карсумс («Динамо» Р), В'ячеслав Козлов («Динамо» М).
Тренери — Мілош Ржига (СКА), Олег Знарок («Динамо» М).
«Команда Федорова»:
воротарі — Михайло Бірюков («Югра»), Майкл Гарнетт  («Трактор»);
захисники — Ілля Нікулін («Ак Барс»), Мікко Мяенпяя («Амур»), Кевін Даллман («Барис»), Олександр Рязанцев («Трактор»), Віталій Прошкін («Салават Юлаєв»), Євген Медведєв («Ак Барс»);
нападники — Євген Кузнецов («Трактор»), Олексій Калюжний («Авангард»), Якуб Петружалек («Амур»), Олександр Радулов («Салават Юлаєв»), Володимир Тарасенко («Сибір»), Роман Червенка («Авангард»), Сергій Мозякін («Металург» Мг), Брендон Боченскі («Барис»), Олександр Фролов («Авангард»), Сергій Федоров («Металург» Мг, капітан).
Тренери — Валерій Бєлоусов («Трактор»), Ханну Йортікка («Амур»).

## Плей-оф Західної конференції
Матчі за кубок Гагаріна розпочалися 29 лютого 2012 року.
|  | Чвертьфінали | Чвертьфінали | Чвертьфінали |            |            | Півфінали | Півфінали | Півфінали |  |  | Фінал | Фінал | Фінал |
|  |              |              |              |            |            |           |           |           |  |  |       |       |       |
|  | 1            | СКА          | 4            |            |            |           |           |           |  |  |       |       |       |
|  | 8            | ЦСКА         | 1            |            |            |           |           |           |  |  |       |       |       |
|  | 8            | ЦСКА         | 1            |            | 1          | СКА       | 4         |           |  |  |       |       |       |
|  |              |              |              |            | 1          | СКА       | 4         |           |  |  |       |       |       |
|  |              | 4            | «Атлант»     | 2          |            |           |           |           |  |  |       |       |       |
|  | 4            | 4            | «Атлант»     | 2          | «Атлант»   | 4         |           |           |  |  |       |       |       |
|  | 4            |              |              |            | «Атлант»   | 4         |           |           |  |  |       |       |       |
|  | 5            | «Сєвєрсталь» | 2            |            |            |           |           |           |  |  |       |       |       |
|  |              |              |              |            |            |           |           |           |  |  | 1     | СКА   | 0     |
|  |              |              | 3            | «Динамо» М | 4          |           |           |           |  |  |       |       |       |
|  | 2            | «Торпедо»    | 4            |            |            |           |           |           |  |  |       |       |       |
|  | 7            | «Динамо» Р   | 3            |            |            |           |           |           |  |  |       |       |       |
|  | 7            | «Динамо» Р   | 3            |            | 2          | «Торпедо» | 2         |           |  |  |       |       |       |
|  |              |              |              |            | 2          | «Торпедо» | 2         |           |  |  |       |       |       |
|  |              | 3            | «Динамо» М   | 4          |            |           |           |           |  |  |       |       |       |
|  | 3            | 3            | «Динамо» М   | 4          | «Динамо» М | 4         |           |           |  |  |       |       |       |
|  | 3            |              |              |            | «Динамо» М | 4         |           |           |  |  |       |       |       |
|  | 6            | «Динамо» Мн  | 0            |            |            |           |           |           |  |  |       |       |       |

## Плей-оф Східної конференції
|  | Чвертьфінали | Чвертьфінали    | Чвертьфінали  |            |               | Півфінали  | Півфінали | Півфінали |  |  | Фінал | Фінал     | Фінал |
|  |              |                 |               |            |               |            |           |           |  |  |       |           |       |
|  | 1            | «Трактор»       | 4             |            |               |            |           |           |  |  |       |           |       |
|  | 8            | «Югра»          | 1             |            |               |            |           |           |  |  |       |           |       |
|  | 8            | «Югра»          | 1             |            | 1             | «Трактор»  | 4         |           |  |  |       |           |       |
|  |              |                 |               |            | 1             | «Трактор»  | 4         |           |  |  |       |           |       |
|  |              | 4               | «Ак Барс»     | 2          |               |            |           |           |  |  |       |           |       |
|  | 4            | 4               | «Ак Барс»     | 2          | «Ак Барс»     | 4          |           |           |  |  |       |           |       |
|  | 4            |                 |               |            | «Ак Барс»     | 4          |           |           |  |  |       |           |       |
|  | 5            | «Салават Юлаєв» | 2             |            |               |            |           |           |  |  |       |           |       |
|  |              |                 |               |            |               |            |           |           |  |  | 1     | «Трактор» | 1     |
|  |              |                 | 2             | «Авангард» | 4             |            |           |           |  |  |       |           |       |
|  | 2            | «Авангард»      | 4             |            |               |            |           |           |  |  |       |           |       |
|  | 7            | «Амур»          | 0             |            |               |            |           |           |  |  |       |           |       |
|  | 7            | «Амур»          | 0             |            | 2             | «Авангард» | 4         |           |  |  |       |           |       |
|  |              |                 |               |            | 2             | «Авангард» | 4         |           |  |  |       |           |       |
|  |              | 3               | «Металург» Мг | 1          |               |            |           |           |  |  |       |           |       |
|  | 3            | 3               | «Металург» Мг | 1          | «Металург» Мг | 4          |           |           |  |  |       |           |       |
|  | 3            |                 |               |            | «Металург» Мг | 4          |           |           |  |  |       |           |       |
|  | 6            | «Барис»         | 3             |            |               |            |           |           |  |  |       |           |       |

## Фінал кубка Гагаріна
| 13 квітня 2012 |

| «Авангард»                                     | 2 : 1 | «Динамо» М           |
| ---------------------------------------------- | ----- | -------------------- |
| Роман Червенка 04:47 Олександр Пережогін 43:59 | звіт  | 30:05 Леонід Комаров |

| «Арена Омськ» Глядачів: 10 318 Арбітр: В. Буланов, А. Захаров |

Рахунок у серії: 1 — 0 на користь «Авангарду»
| 15 квітня 2012 |

| «Авангард»                | 1 : 2 | «Динамо» М                               |
| ------------------------- | ----- | ---------------------------------------- |
| Олександр Пережогін 40:51 | звіт  | 07:57 Денис Кокарев 19:10 Леонід Комаров |

| «Арена Омськ» Глядачів: 10 318 Арбітр: Ю. Ренн, С. Кулаков |

Рахунок у серії: нічия 1 — 1
| 17 квітня 2012 |

| «Динамо» М | 0 : 1 | «Авангард»                |
| ---------- | ----- | ------------------------- |
|            | звіт  | 12:57 Олександр Пережогін |

| Олімпійський комплекс «Лужники» (Москва) Глядачів: 8 500 Арбітр: С. Гусєв, В. Буланов |

Рахунок у серії: 2 — 1 на користь «Авангарду»
| 19 квітня 2012 |

| «Динамо» М         | 1 : 2 ОТ | «Авангард»                                      |
| ------------------ | -------- | ----------------------------------------------- |
| Артем Чернов 05:22 | звіт     | 32:51 Олександр Попов 68:15 Олександр Пережогін |

| Олімпійський комплекс «Лужники» (Москва) Глядачів: 8 500 Арбітр: В. Буланов, Ю. Ренн |

Рахунок у серії: 3 — 1 на користь «Авангарду»
| 21 квітня 2012 |

| «Авангард»                                  | 2 : 3 | «Динамо» М                                                        |
| ------------------------------------------- | ----- | ----------------------------------------------------------------- |
| Антон Кур'янов 31:52 Юрій Александров 59:41 | звіт  | 03:44 Михайло Анісін 09:43 Юрій Бабенко 25:00 Костянтин Горовиков |

| «Арена Омськ» Глядачів: 10 318 Арбітр: В. Буланов, С. Кулаков |

Рахунок у серії: 3 — 2 на користь «Авангарду»
| 23 квітня 2012 |

| «Динамо» М                                                                                        | 5 : 2 | «Авангард»                              |
| ------------------------------------------------------------------------------------------------- | ----- | --------------------------------------- |
| Леонід Комаров 00:53 Денис Мосальов 15:46 Філіп Новак 18:31 Марек Квапіл 31:58 Марек Квапіл 58:10 | звіт  | 08:55 Мартін Шкоула 51:53 Мартін Шкоула |

| Олімпійський комплекс «Лужники» (Москва) Глядачів: 8 500 Арбітр: Ю. Ренн, С. Кулаков |

Рахунок у серії: нічия 3 — 3
| 25 квітня 2012 |

| «Авангард» | 0 : 1 | «Динамо» М        |
| ---------- | ----- | ----------------- |
|            | звіт  | 52:03 Якуб Клепіш |

| «Арена Омськ» Глядачів: 10 318 Арбітр: В. Буланов, Д. Сивов |

Рахунок у серії: 4 — 3 на користь «Динамо»

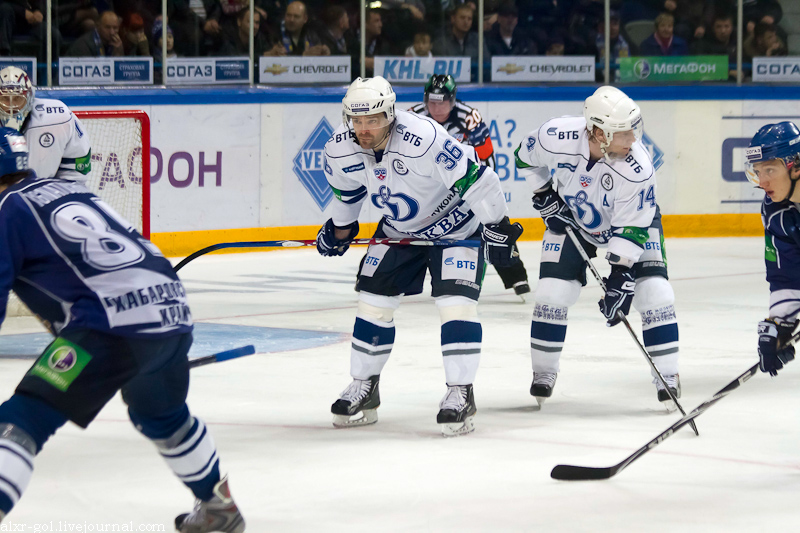
Гравці московського «Динамо» Якуб Клепіш (№36) і Філіп Новак (№14) у матчі проти хабаровського «Амура».

Єдину шайбу у матчі і вирішальну у серії закинув чеський нападник Якуб Клепіш з передачі Марека Квапіла. Московське «Динамо» вперше здобуло кубок Гагаріна

## Склад переможців
«Динамо» (Москва):
воротарі — Олександр Єременко, Олексій Волков;
захисники — Денис Баранцев, Дмитро Вишневський, Ілля Горохов, Домінік Граняк, Максим Соловйов, Янне Яласваара, Філіп Новак, Олександр Бойков, Ігор Щадилов, Максим Веліков, Олександр Кутузов, Андрій Скопінцев;
нападники — Юрій Бабенко, Костянтин Горовиков, Марек Квапіл, Денис Кокарев, Сергій Коньков, Денис Мосальов, Дмитро Пестунов, Сергій Соїн, Денис Толпеко, Григорій Шафігулін, Костянтин Волков, Леонід Комаров, Михайло Анісін, Якуб Клепіш, В'ячеслав Козлов, Олексій Кудашов, Артем Чернов, Олександр Куваєв.
Головний тренер — Олег Знарок.

## Найкращі бомбардири плей-оф
| М  | Гравець             | Команда    | І  | Г  | П  | О  |
| -- | ------------------- | ---------- | -- | -- | -- | -- |
| 1. | Роман Червенка      | «Авангард» | 20 | 11 | 10 | 21 |
| 2. | Костянтин Горовиков | «Динамо» М | 21 | 6  | 14 | 20 |
| 3. | Михайло Анісін      | «Динамо» М | 21 | 14 | 5  | 19 |
| 4. | Володимир Тарасенко | СКА        | 15 | 10 | 6  | 16 |
| 5. | Марек Квапіл        | «Динамо» М | 21 | 8  | 4  | 12 |

## Підсумкова таблиця
| М  | Команда                       |
| -- | ----------------------------- |
|    | «Динамо» (Москва)             |
|    | «Авангард» (Омськ)            |
|    | «Трактор» (Челябінськ)        |
| 4  | СКА (Санкт-Петербург)         |
| 5  | «Металург» (Магнітогорськ)    |
| 6  | «Ак Барс» (Казань)            |
| 7  | «Торпедо» (Нижній Новгород)   |
| 8  | «Атлант» (Митищі)             |
| 9  | «Салават Юлаєв» (Уфа)         |
| 10 | «Барис» (Астана)              |
| 11 | «Сєвєрсталь» (Череповець)     |
| 12 | «Амур» (Хабаровськ)           |
| 13 | «Динамо» (Мінськ)             |
| 14 | «Югра» (Ханти-Мансійськ)      |
| 15 | «Динамо» (Рига)               |
| 16 | ЦСКА (Москва)                 |
| 17 | «Металург» (Новокузнецьк)     |
| 18 | «Нафтохімік» (Нижньокамськ)   |
| 19 | «Спартак» (Москва)            |
| 20 | «Сибір» (Новосибірськ)        |
| 21 | «Лев» (Попрад)                |
| 22 | «Автомобіліст» (Єкатеринбург) |
| 23 | «Витязь» (Чехов)              |